# Ambléon
Ambléon ist eine französische Gemeinde mit 114 Einwohnern (Stand 1. Januar 2022) im Département Ain in der Region Auvergne-Rhône-Alpes. Sie gehört zum Kanton Belley im Arrondissement Belley und ist Mitglied im Gemeindeverband Bugey Sud.

## Geografie
Die Gemeinde liegt auf einer Höhe zwischen 330 m und 940 m. Die Entfernung zu Belley beträgt etwa zwölf Kilometer. Der Lac d’Ambléon ist ein kleiner See westlich von Ambléon. Das grünliche Bergwasser besitzt eine hohe Wasserqualität.

## Geschichte
Die Gegend war schon zur Zeit des Römischen Reiches besiedelt. Als sich nach dieser Epoche der Kreuzzüge und der Kolonisation des Hochmittelalters die Christianisierung verbreitete, unterstand diese Region dem Erzbistum Vienne, dessen Erzbischof Desiderius von Vienne (St. Didier) war. St. Didier ist heute noch der heilige Schutzpatron dieser Gemeinde. Ihm zu Ehren wird jedes Jahr am zweiten Sonntag im Februar eine Messe in der Chapelle d’Ambléon abgehalten. Die Kapelle stammt aus dem 13. Jahrhundert.

### Bevölkerungsentwicklung
| Jahr                       | 1962 | 1968 | 1975 | 1982 | 1990 | 1999 | 2011 | 2020 |
| Einwohner                  | 107  | 108  | 82   | 65   | 76   | 86   | 112  | 113  |
| Quellen: Cassini und INSEE |      |      |      |      |      |      |      |      |

## Sehenswürdigkeiten
- Kapelle Saint-Désiré
- Herrenhaus aus dem 16. Jahrhundert, heute in Privatbesitz

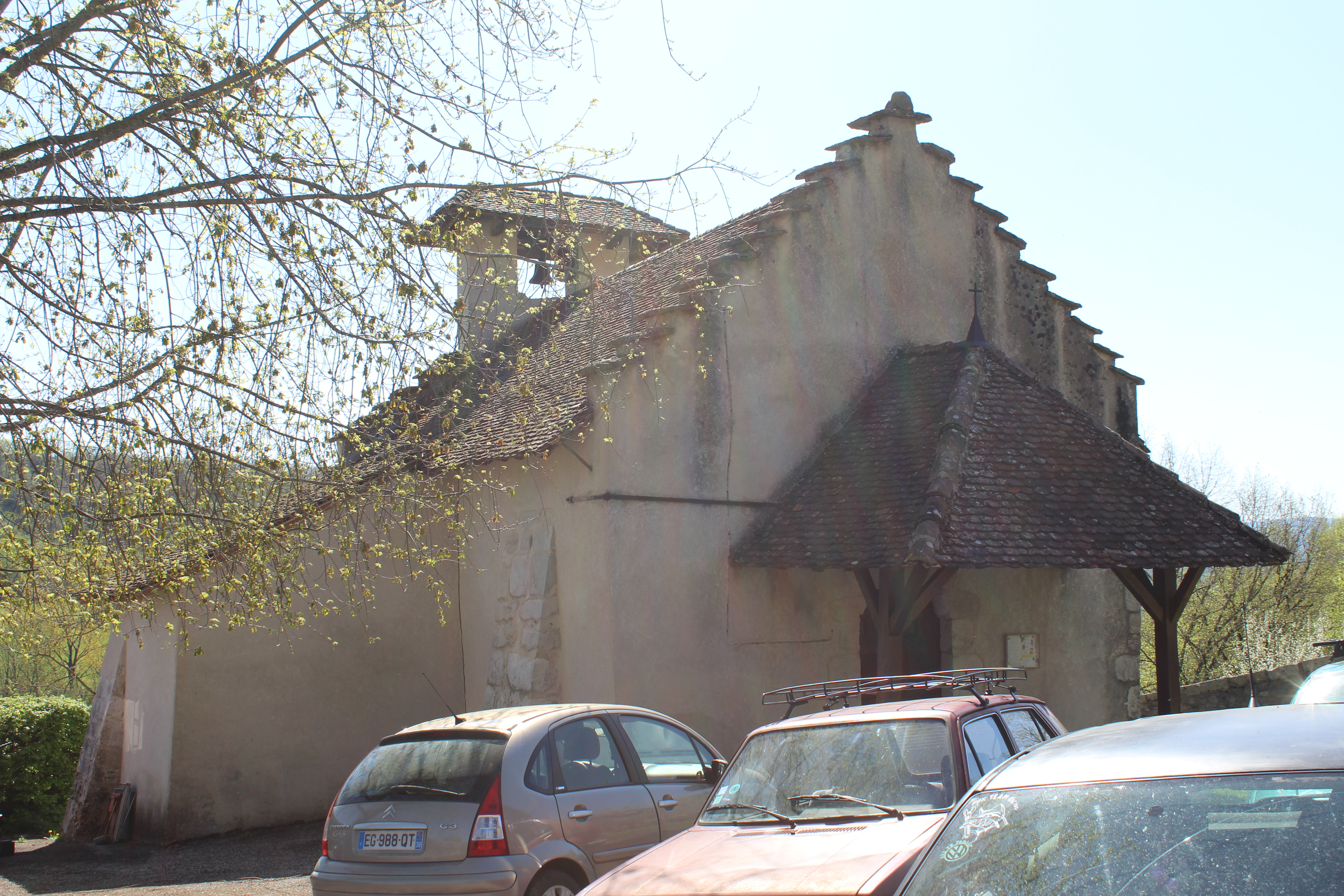
Kapelle Saint-Désiré
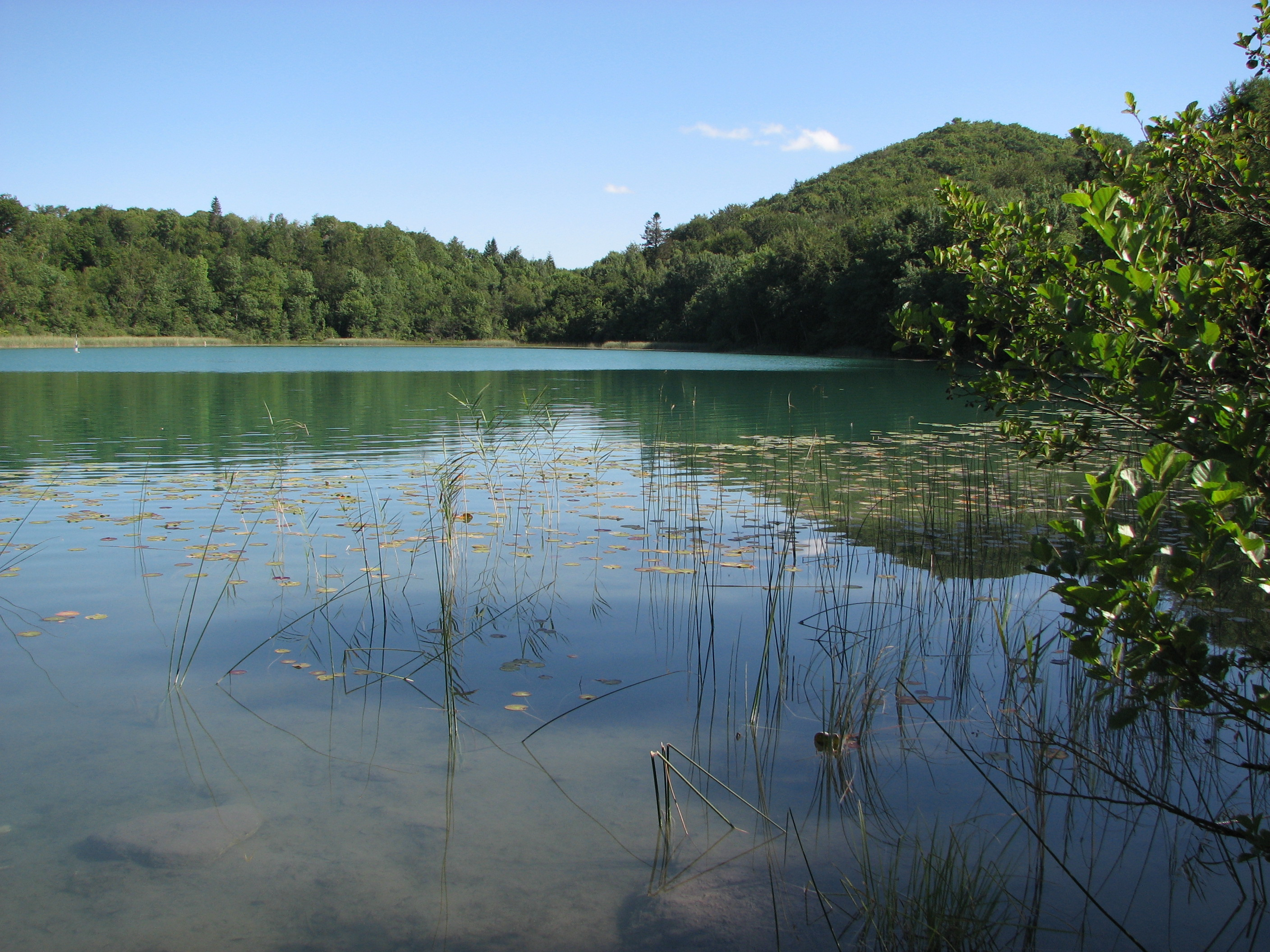
Lac d’Ambléon
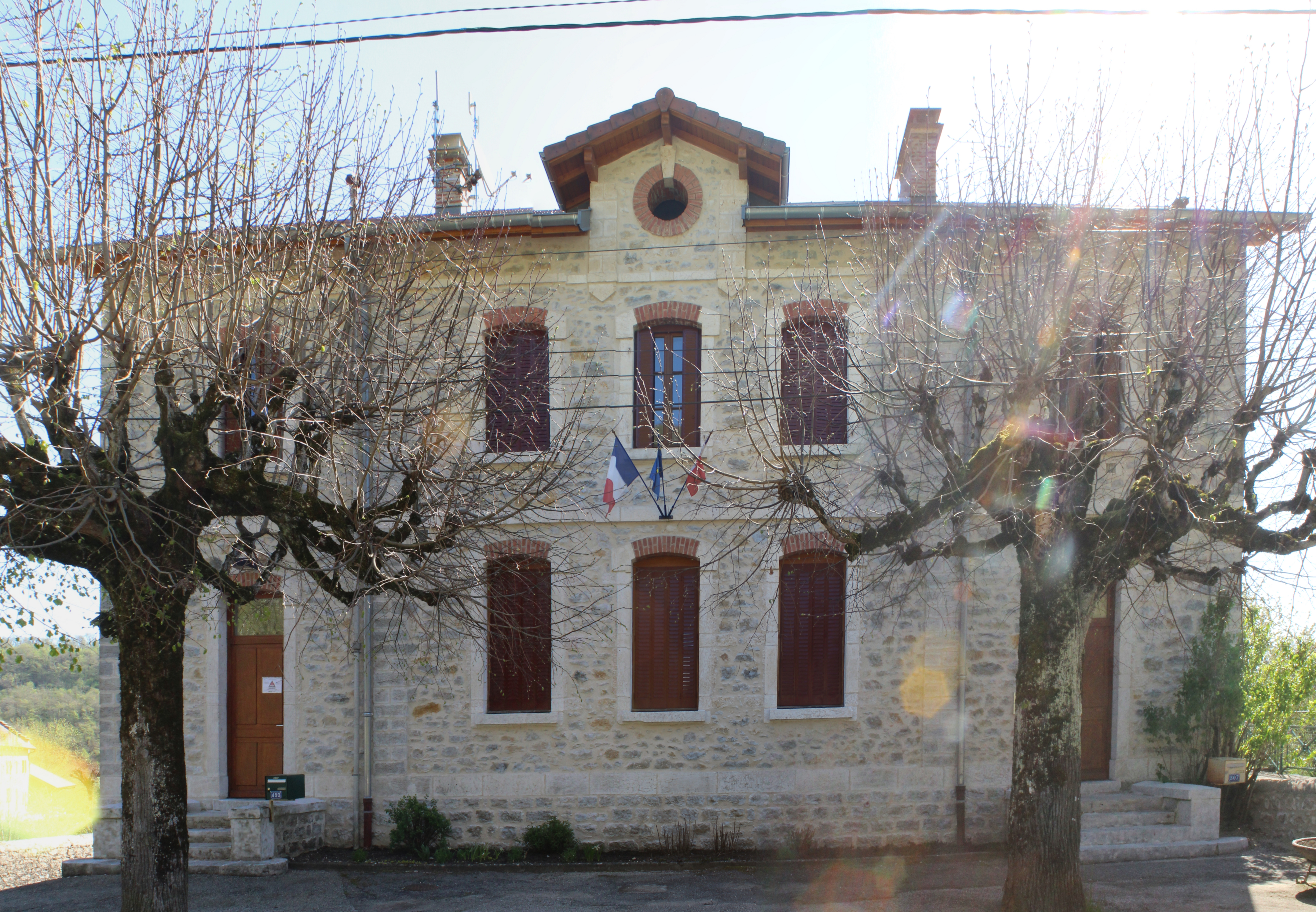
Mairie (Rathaus)
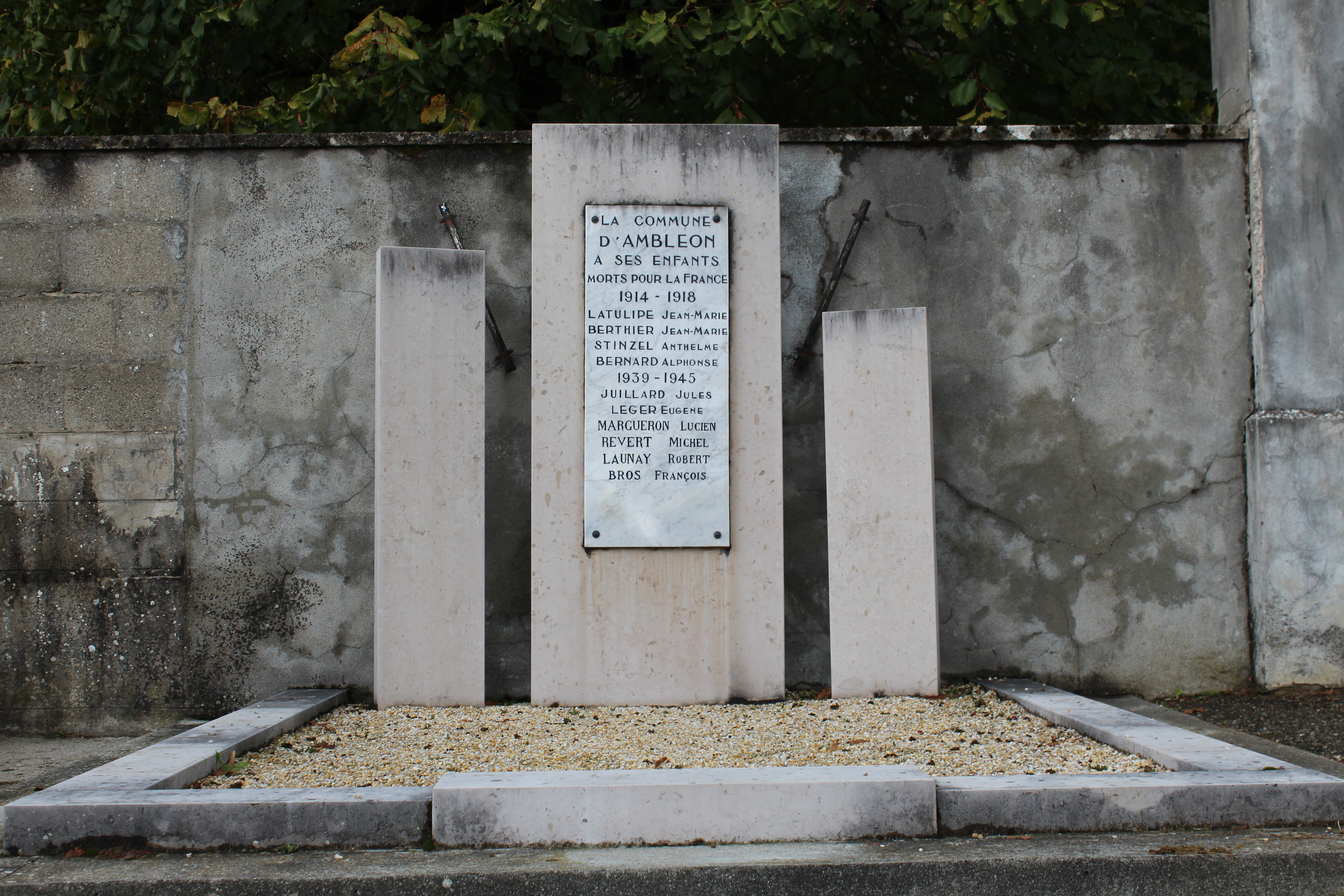
Gefallenendenkmal